# سازه

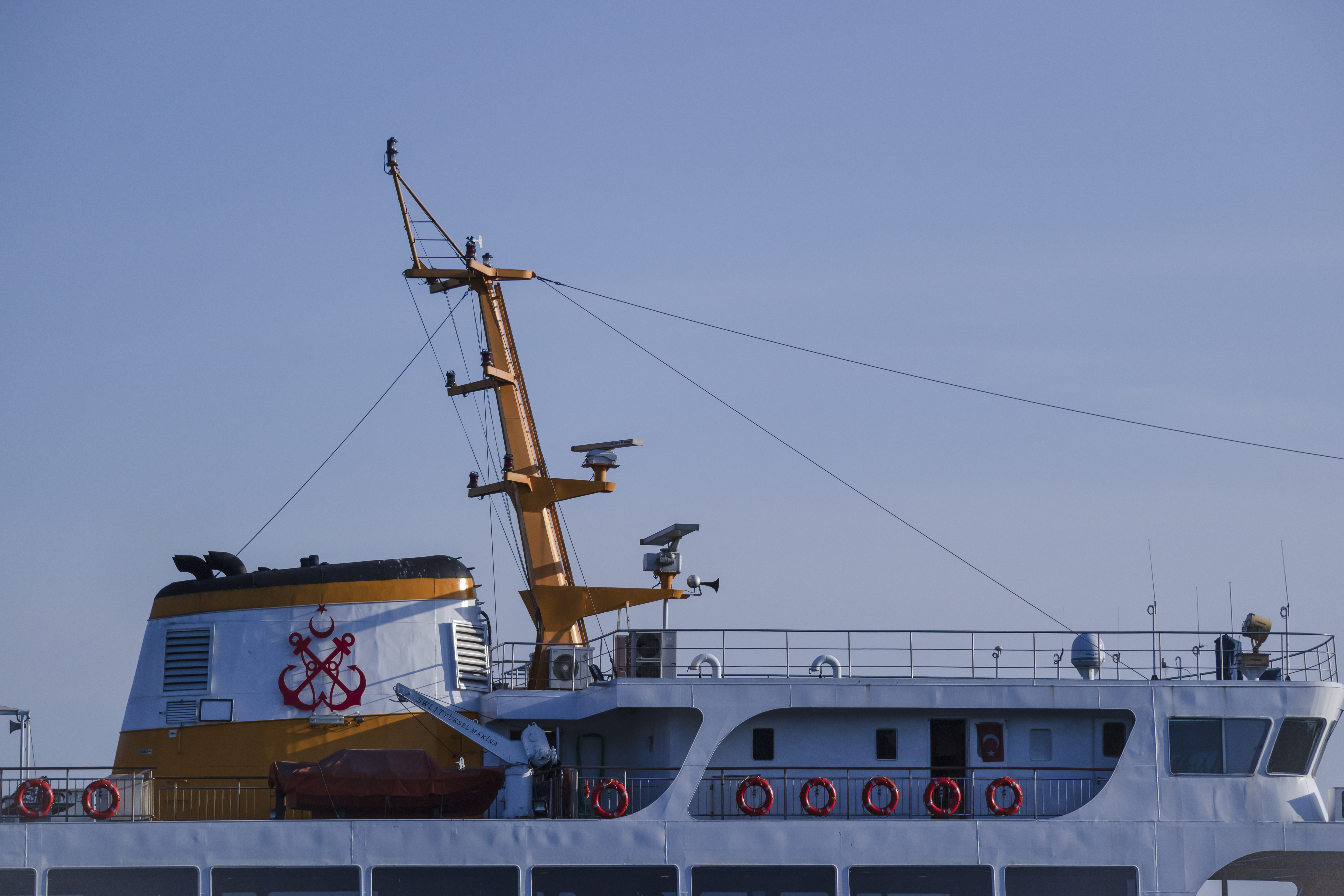
یک کشتی در پهلو گرفته در ساحل دریای مرمره

سازه (به انگلیسی: Structure) در معنای وسیع و کاربردی در علوم فنی، عبارتست از نوعی ساختار خلق شده به دست بشر که شامل اجزایی با روابط پیچیده باشد و اهداف مدنظر انسانی را محقق سازد. سازه در مهندسی سازه عبارت است از یک عضو یا مجموعه‌ای از اعضا که به منظور تحمل و انتقال نیرو به کار می‌رود.
مهم‌ترین این اهداف شامل تعادلی پایدار با حفظ شکل هندسی و الگوی از پیش تعیین شده است. از دیگر اهداف مهم که معمولاً در نظر گرفته می‌شود شکل بهره‌برداری مطلوب آن است.
تفاوت ساختار با سازه در آن است که ساختار یک فرم طبیعی دارد و می‌بایست کشف یا مشاهده گردد؛ حال آنکه سازه دارای طراحی انسانی و مخلوق دست بشر است.
از اصطلاح سازه یا ساختار در علوم گوناگون مانند مهندسی سازه ،مهندسی مکانیک، مهندسی خودرو، مهندسی شیمی، زیست‌شناسی، ژنتیک، هوا فضا، اطلاعات رایانه‌ای، علوم فراساحل همانند کشتی‌سازی استفاده می‌شود.
سازه‌های ساختمانی عموماً مجموعه‌ای از اعضا هستند که وظیفه انتقال بارها را به زمین به عنوان تکیه گاه و جاذب انرژی مطلوب و مورد اعتماد بشر بر عهده دارند. در دیگر علوم همانند مهندسی هوافضا، بعضاً انتقال بار مطرح نیست. بلکه جذب صحیح انرژی در مجموعه سازه و حفظ یکپارچگی آن مطرح است. این عملکرد در سازه کشتی در صنایع کشتی‌سازی نیز از اهداف طراحی است. حفظ یکپارچگی ساختار کشتی در آب و یک ماهواره در فضا موجب ایجاد نگاهی سازه‌ای به ساختار این ماشین‌ها می‌گردد. این نگاه در مهندسی ساختمان و مهندسی خودرو به شکل طراحی ساختاری است که بتواند نیرو را به زمین یا تکیه گاه‌های مرتبط با آن انتقال دهد.
طراحی سازه‌های پیچیده در علوم مختلف، عموماً با کمک مهندسی سازه انجام می‌پذیرد.

## در صنعت ساختمان

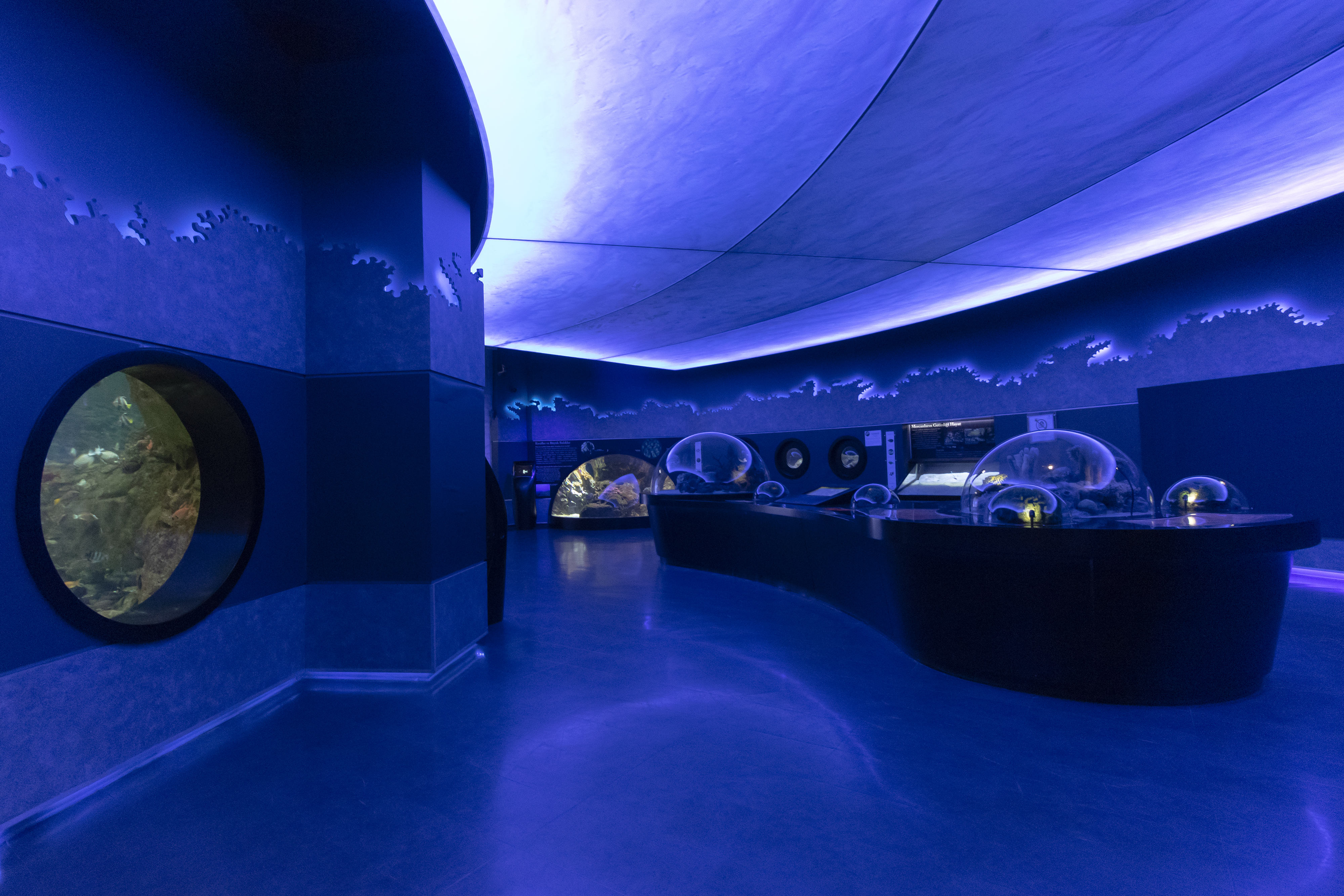
آکواریوم ترکیه، سازه ای با ساختار معماری مدرن

به یک ساختار معماری یا مهندسی ثابت که مجزا از دیگر ساختارها قابل تشخیص باشد یک سازه یا بناء فنی می‌گویند. سازه بخشی از حجم است که بارهای وارده را تحمل و به محیط اطراف منتقل می‌سازد. شایان ذکر است که در سازه‌های ساختمانی، بارها (بارهای مرده، زنده، زلزله، برف و باد) از طریق تیرچه‌ها به تیر اصلی و از تیر اصلی به ستون‌ها و از ستون‌ها به پی منتقل می‌شود و پی‌ها، نیروها را به خاک منتقل می‌کنند. به عبارت دیگر، سازه حافظ فرم خارجی اجسام در برابر بارهای وارده است. امروزه مدل‌سازی اطلاعات ساختمان تغییر شگرفی در صنعت ساختمان کشورهای پیشرفته به وجود آورده است و بهره‌وری این بخش را افزایش داده است.

## بارگذاری
بارگذاری در سازه (به انگلیسی= loading of structure) مبحثی است در علم مهندسی سازه که بوسیله آن بارهای وارد بر ساختمان محاسبه و مقاومت آن را در برابر نیروهای وارده بر سازه بررسی می‌کنند.

## انواع بار
- بار مرده
- بار زنده
- بار اجرایی
- بار برف
- بار باران
- بار یخ
- بار باد
- بارهای ناشی از تغییرات حجم مصالح
- بار ناشی از انفجار
- ترکیب بارها